# Редактор Люнге
«Реда́ктор Лю́нге» (норв. Redaktør Lynge) — роман норвезького письменника Кнута Гамсуна, написаний у 1892 році та виданий у 1893-му. Твір є політичною сатирою, в якій автор висміює свого ідеологічного опонента Олафа Томмессена, редактора газети «Verdens Gang» і, водночас, продовжує сюжетну лінію попереднього роману «Містерії».
Головний герой роману — безпринципний газетний видавець Люнге, який вважає себе духовним батьком норвезького народу, а насправді є буржуазним лібералом. Сам Кнут Гамсун стояв на націоналістичних правих позиціях, наполегливо виступаючи за повну незалежність Норвегії та скасування нав'язаного їй Швецією союзного Кільського договору (1814). Свою обізнаність у тогочасній європейській політиці він виразив через згадку такої відносно маловідомої в західноєвропейських політичних колах постаті як Олександр Ульянов.
Крім того, в «Редакторі Люнге» Кнут Гамсун оповідає історію головної героїні попереднього роману Дагні Х'єллан. Вона вийшла заміж за морського офіцера і стала світською пані, однак доля зниклого Юхана Нагеля (головного героя «Містерій») позбавляє її душевного спокою.